# Liste der Bodendenkmäler in Westerngrund
Auf dieser Seite sind die Bodendenkmäler in der unterfränkischen Gemeinde Westerngrund zusammengestellt. Diese Tabelle ist eine Teilliste der Liste der Bodendenkmäler in Bayern. Grundlage ist die Bayerische Denkmalliste, die auf Basis des Bayerischen Denkmalschutzgesetzes vom 1. Oktober 1973 erstmals erstellt wurde und seither durch das Bayerische Landesamt für Denkmalpflege geführt wird. Die folgenden Angaben ersetzen nicht die rechtsverbindliche Auskunft der Denkmalschutzbehörde.

## Bodendenkmäler der Gemeinde

### Bodendenkmäler in der Gemarkung Geiselbacher Forst
| Lage                          | Objekt                                                           | Akten-Nr.     | Bild |
| ----------------------------- | ---------------------------------------------------------------- | ------------- | ---- |
| Geiselbacher Forst (Standort) | Grabhügel vorgeschichtlicher Zeitstellung. Siehe auch: Hügelgrab | D-6-5821-0013 |      |

### Bodendenkmäler in der Gemarkung Huckelheim
| Lage                  | Objekt                                                                                         | Akten-Nr.     | Bild |
| --------------------- | ---------------------------------------------------------------------------------------------- | ------------- | ---- |
| Huckelheim (Standort) | Bergbauareal des späten Mittelalters oder der frühen Neuzeit. Siehe auch: Mittelalter, Neuzeit | D-6-5821-0017 |      |
| Huckelheim (Standort) | Bergbauareal des späten Mittelalters oder der frühen Neuzeit.                                  | D-6-5821-0018 |      |
| Huckelheim (Standort) | Bergbauareal des späten Mittelalters oder der frühen Neuzeit.                                  | D-6-5821-0020 |      |
| Huckelheim (Standort) | Archäologische Befunde der frühen Neuzeit im Bereich der sog. Pestkapelle in Huckelheim.       | D-6-5821-0065 |      |

### Bodendenkmäler in der Gemarkung Oberwestern
| Lage                   | Objekt | Akten-Nr.     | Bild |
| ---------------------- | --- | ------------- | ---- |
| Oberwestern (Standort) | Archäologische Befunde im Bereich der spätmittelalterlichen und frühneuzeitlichen Kapelle Zum Heiligen Kreuz in Oberwestern. Siehe auch: Oberwestern | D-6-5821-0048 |      |

### Bodendenkmäler in der Gemarkung Unterwestern
| Lage                    | Objekt                                                        | Akten-Nr.     | Bild |
| ----------------------- | ------------------------------------------------------------- | ------------- | ---- |
| Unterwestern (Standort) | Bergbauareal des späten Mittelalters oder der frühen Neuzeit. | D-6-5821-0025 |      |